# Bundesautobahn 253
De Bundesautobahn 253 (kortweg A253, ook wel Harburger Umgehung genaamd) is een 4 kilometer lange Duitse autosnelweg in het zuiden van Hamburg. Voorlopig is de A253 alleen indirect verbonden met andere snelwegen, via de B4 en de B75 bestaat een verbinding met de A252. In de toekomst zal de B4 en de B75 omgenummerd worden naar de A253.